# 미란다 오토
미란다 오토(Miranda Otto, 1967년 12월 16일 ~ )는 오스트레일리아의 배우이다. 베리 및 린지 오토의 딸이자 그레이시 오토의 이복 자매이다. 18살 때인 1985년에 연기를 시작했으며, 다양한 독립 영화와 대형 스튜디오 제작자 영화들에 출연했다. 제2차 세계대전 기간에 오스트레일리아의 미개간지로 떠난 10대를 연기한 《엠마의 전쟁》으로 영화 데뷔를 했다.
오스트레일리아 영화들에서 비평적 호평을 10년 간 받은 후, 오토는 《씬 레드 라인》, 《왓 라이즈 비니스》 등에서 조연으로 출연하고 나서야 1990년대 할리우드의 관심을 얻게 됐다. 피터 잭슨이 연출한 반지의 제왕 시리즈의 2편과 3편에서 에오윈 역을 연기했다. 넷플릭스의 《사브리나의 오싹한 모험》에서 젤다 스펠먼 역으로 출연하고 있다. 또한 넷플릭스의 《사일런스》에도 출연했다.

## 출연 작품
- 《반지의 제왕2》
- 《반지의 제왕3》
- 《우주 전쟁》
- 《애나벨: 인형의 주인》
- 《조》 - 디자이너 역
- 《더 샤페론》
- 《사일런스》 - 켈리 앤드류스 역